# Vue du Domaine Saint-Joseph
Vue du Domaine Saint-Joseph (ou plus précisément : La Colline des Pauvres près du Château Noir, avec vue sur Saint-Joseph) est une peinture à l'huile sur toile réalisée dans les années 1880 par l'artiste peintre français Paul Cézanne.
Le tableau de 65,1 × 81,3 cm est conservé depuis 1913 au Metropolitan Museum of Art à New York (sous le n° d'inventaire 13.66), acquis de l'Armory Show.

## Description et style
La composition picturale expose une vue collinaire comportant la dite « Colline des Pauvres », rendant visible le domaine jésuite de Saint-Joseph, entre Aix-en-Provence et le village du Tholonet, un quartier parcouru par l'artiste depuis sa jeunesse. le tableau est un des rares tableaux qu'il a signés et le premier acquis par un musée américain.

## Sources
- (en) Cet article est partiellement ou en totalité issu de l’article de Wikipédia en anglais intitulé « View of the Domaine Saint-Joseph » (voir la liste des auteurs).